# Ronde van de Algarve 2024
De 50e editie van de wielerwedstrijd Ronde van de Algarve vond in 2024 plaats van 14 tot 18 februari in de Algarve, Portugal. De rittenwedstrijd, die deel uitmaakt van de UCI ProSeries 2024-kalender, startte in Portimão en eindigde op de Alto do Malhão. Titelverdediger was de Colombiaan Daniel Martínez. De Belg Remco Evenepoel werd zijn opvolger in deze Portugese meerdaagse wedstrijd, die één etappe wist te winnen. Martínez won er twee en reed enkele dagen in de leiderstrui.

## Deelnemende ploegen
Er namen dertien UCI World Tour-ploegen, drie UCI ProTeams en negen continentale teams deel met elk met zeven renners wat het totaal op 175 deelnemers bracht.
| WorldTour | ProTeam                                                      | Continentaal |
| --- | ------------------------------------------------------------ | --- |
| BORA-hansgrohe Alpecin-Deceuninck Arkéa-B&B Hotels Astana Qazaqstan Team EF Education-EasyPost Groupama-FDJ INEOS Grenadiers Intermarché-Wanty Lidl-Trek Soudal Quick-Step Team dsm-firmenich PostNL Team Visma\|Lease a Bike UAE Team Emirates | Caja Rural-Seguros RGA Tudor Pro Cycling Team Uno-X Mobility | ABTF Betão-Feirense APHotels&Resorts/Tavira/SC Farense Aviludo-Louletano-Loulé Concelho Credibom/LA Alumínios/Marcos Car Efapel Cycling GI Group Holding-Simoldes-UDO Rádio Popular-Paredes-Boavista Sabgal/Anicolor Tavfer-Ovos Matinados-Mortágua |

## Etappe-overzicht
| Etappe    | Datum       | Start                      | Finish         | Type                | Afstand  | Winnaar         | Klassementsleider |
| --------- | ----------- | -------------------------- | -------------- | ------------------- | -------- | --------------- | ----------------- |
| 1e etappe | 14 februari | Portimão                   | Lagos          | Vlakke rit          | 200,8 km | Gerben Thijssen | Gerben Thijssen   |
| 2e etappe | 15 februari | Lagoa                      | Alto da Fóia   | Bergrit             | 171,9 km | Daniel Martínez | Daniel Martínez   |
| 3e etappe | 16 februari | Vila Real de Santo António | Tavira         | Vlakke rit          | 192,2 km | Wout van Aert   | Daniel Martínez   |
| 4e etappe | 17 februari | Albufeira                  | Albufeira      | Individuele tijdrit | 22 km    | Remco Evenepoel | Remco Evenepoel   |
| 5e etappe | 18 februari | Faro                       | Alto do Malhão | Heuvelrit           | 165,8 km | Daniel Martínez | Remco Evenepoel   |

## Klassementsleiders
| Etappe      | Winnaar         | Algemeen        | Punten          | Berg            | Jongeren         | Ploegen                  |
| 1           | Gerben Thijssen | Gerben Thijssen | Gerben Thijssen | Tomas Contte    | Magnus Sheffield | INEOS Grenadiers         |
| 2           | Daniel Martínez | Daniel Martínez | Gerben Thijssen | Daniel Martínez | António Morgado  | BORA-hansgrohe           |
| 3           | Wout van Aert   | Daniel Martínez | Gerben Thijssen | Daniel Martínez | António Morgado  | BORA-hansgrohe           |
| 4           | Remco Evenepoel | Remco Evenepoel | Gerben Thijssen | Daniel Martínez | Magnus Sheffield | INEOS Grenadiers         |
| 5           | Daniel Martínez | Remco Evenepoel | Gerben Thijssen | Daniel Martínez | António Morgado  | Team Visma\|Lease a Bike |
| Eindstanden | Eindstanden     | Remco Evenepoel | Gerben Thijssen | Daniel Martínez | António Morgado  | Team Visma\|Lease a Bike |

Ronde van Valencia ·
Figueira Champions Classic ·
Ronde van Oman ·
Clásica de Almería ·
Ronde van de Algarve ·
Ruta del Sol ·
Ardèche Classic ·
Drôme Classic ·
Kuurne-Brussel-Kuurne ·
Trofeo Laigueglia ·
Nokere Koerse ·
Milaan-Turijn ·
GP Denain ·
Bredene Koksijde Classic ·
Grote Prijs Miguel Indurain ·
Scheldeprijs ·
Brabantse Pijl ·
Ronde van de Alpen ·
Ronde van Turkije ·
Grote Prijs van Plumelec ·
Tro Bro Léon ·
Ronde van Hongarije ·
Vierdaagse van Duinkerke ·
Boucles de la Mayenne ·
Ronde van Noorwegen ·
Circuit Franco-Belge ·
Brussels Cycling Classic ·
Dwars door het Hageland ·
Ronde van België ·
Ronde van Slovenië ·
Ronde van het Qinghaimeer ·
Ronde van Wallonië ·
Arctic Race of Norway ·
Ronde van Burgos ·
Ronde van Denemarken ·
Ronde van Duitsland ·
Maryland Cycling Classic ·
Ronde van Groot-Brittannië ·
Grote Prijs van Fourmies ·
GP Industria & Artigianato-Larciano ·
Coppa Sabatini ·
Grote Prijs van Wallonië ·
Ronde van Luxemburg ·
Super 8 Classic ·
Ronde van Langkawi ·
Ronde van het Münsterland ·
Ronde van Emilia ·
Parijs-Tours ·
Coppa Bernocchi ·
Ronde van de Drie Valleien ·
Ronde van Piemonte ·
Ronde van het Taihu-meer ·
Ronde van Veneto ·
Japan Cup ·
Veneto Classic
1960 · 1961 · 1962-1976 · 1977 · 1978 · 1979 · 1980 · 1981 · 1982 · 1983 · 1984 · 1985 · 1986 · 1987 · 1988 · 1989 · 1990 · 1991 · 1992 · 1993 · 1994 · 1995 · 1996 · 1997 · 1998 · 1999 · 2000 · 2001 · 2002 · 2003 · 2004 · 2005 · 2006 · 2007 · 2008 · 2009 · 2010 · 2011 · 2012 · 2013 · 2014 · 2015 · 2016 · 2017 · 2018 · 2019 · 2020 · 2021 · 2022 · 2023 · 2024 · 2025